# Дуже шляхетний (титул)

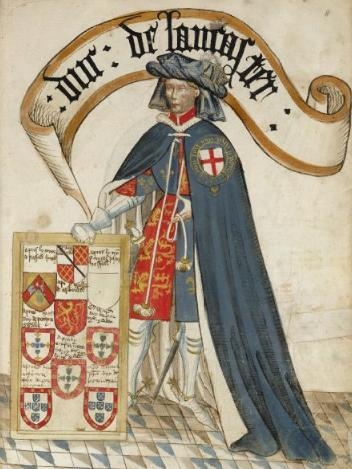
Князь Генрих Гросмонт з Орденом Підв'язки

Дуже шляхетний або Найшляхетніший (англ. The Most Noble) — почесний гоноратив, префікс що додається до титулу принців та князів в Об'єднаному Королівстві.

## Використання
Вислів Дуже шляхетний або Найшляхетніший використовується в наступних контекстах:
- Найвищий, найшляхетніший і могутніший принц (The Most High, Noble and Potent Prince) — форма звернення до принців у Великій Британії.
- Дуже шляхетний і могутній принц (The Most Noble and Puissant Prince) — форма звернення до маркіза у Великій Британії.
- Найшляхетніший орден Підв'язки (The Most Noble Order of the Garter) — найдавніший та найвищий лицарський орден Сполученого Королівства.

Гоноратив Дуже шляхетний застосовується до князів і принців Великої Британії, а також до княгинь і принцес Великої Британії, що мають право на титул Його Королівська Вельможність.
Його зазвичай використовують у юридичних офіційних документах Великої Британії, де згадуються принци або князі; а гоноратив «Ваша Милість» використовується в більш формальних ситуаціях, при особистому спілкуванні або на офіційних заходах.
Титул Найблагородніший також застосовується, як форма скорочення офіційного титулу принца: Найвищий, найблагородніший і найпотужніший принц, що використовується в рідкісних офіційних монархічних обрядах.